# As-Sawani
As-Sawani (arab. السوانى; fr. Souani)  – jedna z 53 gmin w prowincji Tilimsan, w Algierii, znajdująca się w północno-zachodniej części prowincji, około 55 km na zachód od Tilimsan. W 2008 roku gminę zamieszkiwało 9513 osób. Numer statystyczny gminy w Office National des Statistiques d'Algérie to 1308.